# 壽井區
壽井區（：／ Sujeong gu */?）位於大韓民國京畿道城南市的西北部，是城南市三個區之一。壽井區的面積有46平方公里，人口261,889人（106,553個家庭）。大韓民國空軍的首爾空軍基地設於該區境內。

## 行政區劃
- 新興1洞（신흥1동）
- 新興2洞（신흥2동）
- 新興3洞（신흥3동）
- 太平1洞（태평1동）
- 太平2洞（태평2동）
- 太平3洞（태평3동）
- 太平4洞（태평4동）
- 壽進1洞（수진1동）
- 壽進2洞（수진2동）
- 丹垈洞（단대동）
- 山城洞（산성동）
- 陽地洞（양지동）
- 福井洞（복정동）
- 新村洞（신촌동）
- 高登洞（고등동）
- 始興洞（시흥동）

## 參看
- 城南市 - 板橋新都市

## 外部連結
- 壽井區政府官方網址